# 内承运库
内承运库，是明朝的宦官机构之一。负责掌管明代宫廷的大内库藏，凡是金银及诸宝货物全都隶属于其下面。。

## 官制
- 掌印太监，一员；
- 近侍太监，十员；
- 佥书太监，十员；
- 掌司，无定员；
- 写字，无定员；
- 监工，无定员。

## 人员

### 永乐时期
杨云（右副使）